# Tulio Díaz Babier
Tulio Díaz Babier (1 de junio de 1960) es un deportista cubano que compitió en esgrima, especialista en la modalidad de florete.
Participó en los Juegos Olímpicos de Barcelona 1992, obteniendo una medalla de plata en la prueba por equipos. Ganó dos medallas en el Campeonato Mundial de Esgrima en los años 1986 y 1991.

## Palmarés internacional
| Juegos Olímpicos   | Juegos Olímpicos   | Juegos Olímpicos | Juegos Olímpicos    |
| Año                | Lugar              | Medalla          | Prueba              |
| ------------------ | ------------------ | ---------------- | ------------------- |
| 1992               | Barcelona (España) | Medalla de plata | Florete por equipos |
| Campeonato Mundial |                    |                  |                     |
| Año                | Lugar              | Medalla          | Prueba              |
| 1986               | Sofía (Bulgaria)   | Medalla de plata | Florete individual  |
| 1991               | Budapest (Hungría) | Medalla de oro   | Florete por equipos |